# 朝鮮人民警備隊
朝鮮人民警備隊（조선인민경비대）は、北朝鮮の国内軍で、朝鮮戦争当時の38警備隊の後身。中国人民武装警察部隊（武警）やソ連内務省（MVD）所属のロシア国内軍のように、正規軍と警察の中間に該当する準軍事組織は、共産圏で良く見られる。元来、軽武装兵力だったが、最近では多少の重火器も保有している。軽武装だが、兵力が10万余名に達し、侮れない戦力を誇っている。
朝鮮人民警備隊所属の国境警備隊は、社会安全部（内務省）所属だったが、国家安全保衛部所属に変更された後、2008年版韓国国防白書等の情報によれば、人民武力省国境警備司令部所属とされる。元来、人民警備隊は、国境警備のみならず、鉄道及びその他重要施設に対する警備任務も有しているが、人民武力省に移管された部隊は、国境警備部隊だけだという。この国境警備の範囲に海岸警備も入るのかという可否は、今も良く分からない。金泳三大統領在任時代、韓国に漂流した北朝鮮朝鮮人民警備隊下士を送還したとき、北朝鮮において歓迎式を主催した者は、社会安全部長（現社会安全相）白鶴林だった。2010年4月に「朝鮮人民内務軍」に改称した。

## 組織
月刊北韓の報道によれば、各旅団別兵力規模は基本的に類似するが、管轄区域の広さに従い多少の偏差があり、第15警備旅団が比較的兵力が多く、第22警備旅団が兵力が最も少ないという。旅団長は、少将級で、旅団参謀長は大佐又は少将級である。副旅団長は、軍事副旅団長と後方副旅団長等、2名がおり、階級は大佐である。旅団隷下に連隊、大隊、中隊、小隊、分隊等が朝鮮人民軍の編制と類似して組織されている。1970年代以降、兵力不足問題に直面するや、女性兵士の比率を高めて、兵力問題を解決させた。特に、金日成が「海岸において目で発見することは、女子でも可能だ」とし、積極的に女性人員の拡充を指示した。
- 第11警備旅団：平安北道新義州市
- 第13警備旅団：平安南道平城市
- 第15警備旅団：黄海南道海州市。最も兵力が多い。
- 第17警備旅団：咸鏡北道清津直轄市
- 第19警備旅団：咸鏡南道咸興市
- 第21警備旅団：江原道元山市
- 第22警備旅団：慈江道江界市。1973年解体、1993年再創設。

任務の性格上、大量の軍用犬を保有しているが、ドイツやチェコ産軍用犬等、優秀な軍用犬も多量に確保しているという。保有装備は、基本的に一般個人火器（自動小銃等）及び歩兵共用火器（軽機関銃、ロケット砲、高射機関銃）水準で、海岸部隊の場合、小型警備艇を保有する場合もある。一部海岸部隊の場合、高射砲や直射砲等、重火器を保有する場合もある。

## 参考資料
- 北朝鮮・朝鮮人民警備隊、「朝鮮人民内務軍」に改称